# Rio Borzontul Mare
O Rio Borzontul Mare é um rio da Romênia afluente do Rio Mureş, localizado no distrito de Harghita.